# Бусо
Бу̀со (на италиански: Busso, на местен диалект u Vussë, у Вусъ) е село и община в Централна Италия, провинция Кампобасо, регион Молизе. Разположено е на 756 m надморска височина. Населението на общината е 1405 души (към 2010 г.).